# Pont de Tancarville
Pour les articles homonymes, voir Tancarville (homonymie).
Le pont de Tancarville est un pont suspendu à câble porteur qui franchit la Seine entre Tancarville (Seine-Maritime) et Marais-Vernier (Eure), en France.

## Historique
Dès 1931, l’accroissement continu du trafic des bacs sur l'estuaire incite la chambre de commerce et d'industrie du Havre (CCI) à réfléchir à un pont sur la Seine.
Le 7 décembre 1933, la CCI prend la décision de réaliser un « pont-route » aux environs du bac du Hode (qui reliait Saint-Vigor-d'Ymonville et Berville). Le 27 novembre 1935, l’avant-projet d’un pont suspendu, situé à Tancarville est finalisé et adopté dès le lendemain par délibération du 28 novembre 1935, par la CCI qui demande la concession pour sa construction et son exploitation.
La décision de sa construction est actée par une loi du 11 décembre 1940, signée par le maréchal Pétain à Vichy et déclarant le projet d'utilité publique.
En novembre 1951, la CCI, maître d'ouvrage, lance un concours international et quatorze groupements d'entreprises remettent leurs projets en août 1952. La maîtrise d'œuvre est confiée aux ponts et chaussées du département de la Seine-Maritime.
En 1954, la chambre de commerce et d'industrie, assistée de l'administration des Ponts et Chaussées, choisit le projet qui sera réalisé,. Paul Galabru, ingénieur des ponts et chaussées (père de Michel Galabru) dirige les travaux.
Commencé le 16 novembre 1955, le pont a été mis en service le 2 juillet 1959, dans les délais prévus.
Jusqu'à la date d'ouverture du pont de Normandie, il a été le pont le plus proche de l'estuaire de la Seine. Son ouverture a entraîné la disparition du bac du Hode reliant Berville-sur-Mer dans l'Eure au Hode dans la Seine-Maritime. Ce bac, dommage de guerre, était réputé pour être « malcommode ». L'éphémère ligne aérienne Caen-Le Havre n'a pas non plus résisté à la concurrence imposée par le pont.

## Caractéristiques techniques
En 1959, l'ouvrage possédait la plus longue travée centrale d'Europe : 608 mètres, record national surpassé par les dimensions du pont de Normandie en 1995, et deux travées latérales de 176 mètres chacune. Le poids total de la charpente est de 7 500 tonnes.
Ses pylônes ont une hauteur de 123 mètres et supportent une charge moyenne de 6 000 tonnes. En raison de la nature marécageuse des terrains, la fondation du pylône de la rive gauche a une profondeur de 28 mètres, de façon à reposer sur un sol compact. Celle du pylône de la rive droite a une profondeur de 18 mètres. La hauteur libre pour la navigation, ou tirant d'air, est de 50 mètres.
Les câbles sont reliés à deux massifs d'ancrage dont le plus lourd pèse 36 000 tonnes et a des dimensions voisines de celles de l'Arc de triomphe de l'Étoile à Paris.
Des essais en soufflerie ont permis de vérifier la tenue de l'ouvrage à toutes sortes d'oscillations dues au vent.
Ce fut un des premiers chantiers de cette importance à se dérouler sans accident mortel.

## Travaux postérieurs à la construction
Les suspensions (câbles porteurs et suspentes) ont été remplacées de 1996 à 1999.
Entre 2014 et 2016, des travaux sur les voies d'accès au pont de Tancarville sont réalisés pour faire face à l'augmentation du trafic.
Les appareils d’appuis du viaduc d'accès ont été remplacés en 2019 par la société TSV. Quatre phases de vérinage ont été nécessaires.

## Gestion
La chambre de commerce et d'industrie Seine Estuaire (qui a remplacé le 1er janvier 2016 la chambre de commerce et d'industrie du Havre) est concessionnaire jusqu'au 17 novembre 2031.
Son exploitation est assurée par une équipe d'une cinquantaine de personnes. Il est gratuit pour les motocyclettes, cyclomoteurs et les bicyclettes et il est payant pour les autres véhicules.
Le pont est équipé d'un système de vidéosurveillance et de détection des incidents. Il comporte sa propre station météorologique ainsi qu'un dispositif de positionnement par satellite qui permet de connaître les déplacements du tablier. Une signalisation dynamique permet d'adapter les informations données aux conducteurs aux conditions de circulation. Des véhicules de patrouille sont prêts en permanence à intervenir sur l'ouvrage.
Il est fréquenté en moyenne par 18 000 véhicules par jour, dont 25 % de poids lourds. La CCI prévoit que la fréquentation dépassera les 22 500 véhicules quotidiens en 2030.

## Dans les arts
Le peintre Roger Lersy est l'auteur d'une toile le Pont de Tancarville qui fut présentée au Salon des peintres témoins de leur temps à Paris en 1961.
Le pont apparaît dans le film Les Grandes Vacances avec Louis de Funès (film sorti en décembre 1967).
Il apparaît aussi dans le film Sale temps pour les mouches sorti en 1966, puis en 1969 dans Le Cerveau de Gérard Oury.
Dans le film Le Dîner de cons, le personnage de François Pignon annonce avoir construit une maquette du pont de Tancarville avec 346 422 allumettes.

## Postérité
Le pont de Tancarville a inspiré une marque d’étendoir à linge, qui a pris le nom de Tancarville en 1963.